# William R. Bertelsen
William R. Bertelsen (ngày 20 tháng 5 năm 1920 – ngày 16 tháng 7 năm 2009)  là nhà phát minh người Mỹ nổi tiếng vì đi tiên phong trong lĩnh vực phương tiện đệm khí (ca nô đệm khí), và là người chế tạo ra Aeromobile, được coi là ca nô đệm khí đầu tiên chở người, vừa di chuyển trên đất liền và trên mặt nước. Năm 2002, Liên đoàn Ca nô đệm khí Thế giới đã vinh danh ông là "Cha đẻ tàu đệm khí".